# Renaud Collin
Pour les articles homonymes, voir Collin.
Renaud Collin, né le 14 septembre 1973 à Charleroi (province de Hainaut), est un auteur de bande dessinée humoristique belge.

## Biographie
Renaud Collin naît le 14 septembre 1973 à Charleroi. Il est diplômé de l'École de recherche graphique d'Ixelles en 1996 et il réalise ses premières illustrations de manuels scolaires pour l'éditeur Didier Hatier. Il travaille pour l'agence de design Cromozone, où il développe des compétences pour dessiner à l'ordinateur. Il réalise des animations Flash pour des clients comme Kidcity, Skynet et Belgacom pendant plusieurs années. Il commence à faire de la bande dessinée après avoir rencontré le scénariste Vincent Zabus. C'est Thierry Tinlot qui lui ouvre les portes du journal Spirou avec le court récit Le Secret des écrivains de 9 planches en 2003. Ensemble, ils réalisent la série pour enfants Le Monde selon François, sur un petit garçon à l'imagination débordante. Le premier album inaugure la collection « Punaise » aux Éditions Dupuis en 2007. Deux autres albums se succèdent en 2008 et 2009, et une intégrale voit le jour en 2014.
Après s'être éloigné de la bande dessinée, il y revient à la suite d'une discussion entre Serge Honorez, directeur éditorial chez Dupuis, et Pierre Coffin, du studio Universal Illumination.
En 2015, il adapte en bande dessinée Les Minions en une série de gags pratiquement muets sur des scénarios de Didier An-Koon pour le premier tome et dont le rédacteur en chef de ActuaBD Charles-Louis Detournay écrit « le dessin de Renaud Collin (Le Monde selon François) donne tout le peps nécessaire à cette adaptation : son dessin est tonique, lumineux, et les personnages prennent réellement vie sous ses doigts. » Le tome deux sort dans la foulée quelques mois plus tard avec le scénariste Lapuss qui prend le relais. La série compte six titres en 2022 et s'arrête avec la fin de la franchise.
Il dessine en hommage à la série Les Tuniques bleues un récit intitulé La Cicatrice repris dans l'album des Histoires courtes des Tuniques bleues par en 2016. En 2017, il livre une histoire courte de 8 planches du Marsupilami rendant ainsi hommage à son créateur André Franquin avec Les Herbes magiques parue dans Spirou no 4143 du 6 septembre 2017 qui selon le rédacteur en chef du site Auracan Pierre Burssens est une vraie réussite. En 2023, pour l'exposition La Fabrique de héros, il réalise le visuel de couverture du catalogue de l'exposition. Dans le numéro double du printemps 2025 de Spirou, il s'associe à Damien Cerq. pour la première enquête de Seccotine dans un court récit de 16 planches intitulé  : Un printemps en enfer, qui fait la couverture du magazine.
En outre, Renaud Collin prend part à l'album collectif Vivre ? à l'initiative du Centre de prévention du suicide belge qui célèbre son 40e anniversaire en 2010.
L'artiste expose ses œuvres d'une future série Plume Dragon à la galerie Art-Maniak à Paris,.
Il partage son temps entre la bande dessinée et le web design.
En 2022, il travaille dans trois ateliers différents, le premier à domicile, le second qu'il partage avec Denis Bodart à Namur, le troisième avec un ami qui a une agence de communication.
En termes d'influences, il avoue avoir pour références graphiques Nicolas de Crécy, Franquin, Frank Pé, Rosinski et André Geerts (pour lequel il réalisa la mise en couleur des dernières planches de l’album Mamy Blues de la série Jojo).

### Vie privée
En 2015, il demeure à Bouffioulx, une commune wallonne.

## Œuvres

### Albums de bande dessinée
Le Monde selon François
- 1. Le Secret des écrivains[18], Dupuis, coll. « Punaise », Marcinelle, janvier 2007
Scénario : Vincent Zabus - Dessin et couleurs : Renaud Collin -  (ISBN 9782800138985)
- 2. Les Amants éternels, Dupuis, coll. « Punaise », Marcinelle, 5 mars 2008
Scénario : Vincent Zabus - Dessin et couleurs : Renaud Collin -  (ISBN 978-2-8001-4129-9)
- 3. Le Maître du temps[19], Dupuis, coll. « Punaise », Marcinelle, 5 juin 2009
Scénario : Vincent Zabus - Dessin et couleurs : Renaud Collin -  (ISBN 978-2-8001-4129-9),Il existe une version grand format.
- Int. L'intégrale[20],[21], Dupuis, Marcinelle, 10 janvier 2014
Scénario : Vincent Zabus - Dessin et couleurs : Renaud Collin -  (ISBN 978-2-8001-5944-7),58 pages de bonus dont les premières planches du futur tome 4 encore à l'état de projet.

#### Les Minions
- 1. Banana[6] !, Dupuis, Marcinelle, 19 juin 2015
Scénario : Didier An-Ko0n - Dessin et couleurs : Renaud Collin -  (ISBN 978-2-8001-6011-5)
- 2. Evil Panic, Dupuis, Marcinelle, 20 novembre 2015
Scénario : Lapuss - Dessin et couleurs : Renaud Collin -  (ISBN 978-2-8001-6368-0)
- 3. Viva lè boss[22] !, Dupuis, Marcinelle, 16 novembre 2018
Scénario : Lapuss - Dessin et couleurs : Renaud Collin -  (ISBN 979-10-34731-15-2)
- 4. Paella dé mundo[23], Dupuis, Marcinelle, 22 novembre 2019
Scénario : Lapuss - Dessin et couleurs : Renaud Collin -  (ISBN 979-10-34733-53-8)
- 5. Sporta bikini[24], Dupuis, Marcinelle, 24 juin 2022
Scénario : Lapuss - Dessin et couleurs : Renaud Collin -  (ISBN 979-10-34733-54-5)
- 6. Mini boss kabuki[25] !, Dupuis, Marcinelle, 24 juin 2022
Scénario : Lapuss - Dessin et couleurs : Renaud Collin -  (ISBN 979-10-34733-55-2)

### Collectifs
- Vivre[26] ?, Centre de prévention du suicide, 2010
Scénario : collectif - Dessin : collectif dont Renaud Collin - Couleurs : quadrichromieParticipation : Dolorès sur un scénario de Vincent Zabus. Album né de l'initiative du Centre de Prévention du Suicide à l'occasion de ses 40 ans. Dépôt légal : D/2010/12.301/1.
- La Galerie des Illustres, Dupuis, Marcinelle, 5 avril 2013
Scénario : collectif - Dessin : collectif dont Renaud Collin - Couleurs : quadrichromie -  (ISBN 978-2-8001-5711-5)Entretiens menés par Jean-Pierre Fuéri.
- La Galerie des Gaffes[27], Dupuis, Marcinelle, 20 octobre 2017
Scénario : Collectif - Dessin : Collectif dont Renaud Collin - Couleurs : quadrichromie -  (ISBN 978-2-8001-7068-8)
- HS4. Les Tuniques bleues - Des histoires courtes par..., Dupuis, Marcinelle, 28 octobre 2016
Scénario et couleurs : collectif - Dessin : collectif dont Renaud Collin - (ISBN 2-87135-004-3)
- HS3. Marsupilami Des histoires courtes par... Tome1[8], Dupuis, Marcinelle, 3 novembre 2017
Scénario et couleurs : collectif - Dessin : collectif dont Renaud Collin - (ISBN 9782800173535)

### Catalogue d'exposition
- La Fabrique de héros - 100 ans d'édition chez Dupuis, Dupuis, Marcinelle, 6 janvier 2023
Scénario : José-Louis Bocquet et Serge Honorez - Dessin : collectif - Couleurs : quadrichromie -  (ISBN 979-10-34767-09-0),Participation : réalisation de la couverture[9].

#### Livres
: document utilisé comme source pour la rédaction de cet article.
- Jacques Fiérain, « Collin, Renaud », dans La BD dans la province du Hainaut, Charleroi, Éd. l'Âge d'or, septembre 2006, 96 p., ill. ; 31 cm (ISBN 9782960046458 et 2960046455, OCLC 469651838, présentation en ligne), p. 11. .
- Philippe Mellot, Michel Denni, Laurent Turpin et Isabelle Morzadec, Trésors de la bande dessinée : BDM 2025-2026 - Catalogue encyclopédique et Argus, Paris, Les Arènes, novembre 2024, 24e éd., 1839 p., ill. ; 23 cm (ISBN 979-10-37512-61-1, OCLC 1478218824, présentation en ligne), p. 940, 956. .

#### Périodiques
- Jean-Pierre Fuéri, « La Galerie des illustres », Spirou, Dupuis, no 3736,‎ 18 novembre 2009.
- Paul Satis, « Bienvenue dans mon atelier : Renaud Collin », Spirou, Dupuis, no 4387,‎ 11 mai 2022, p. 15 (ISSN 0771-8071).

#### Articles
- Renaud Collin (interviewé par Julia Escudero), « Renaud Collin, illustrateur « Le défi avec les Minions était de faire exister les personnages qui ne parlent pas » (Interview) », Pop & Shot,‎ 24 novembre 2016 (lire en ligne, consulté le 19 mai 2023)
- Renaud Collin (interviewé par Alexis Seny), « Renaud Collin retourne dans le passé et l’Histoire avec les Minions : « Des personnages simples, ridicules, bêtes mais efficaces, créés par hasard ! » », Branchés Culture,‎ 4 février 2019 (lire en ligne, consulté le 19 mai 2023)
- EDA, « Charleroi-Gembloux: en tournoi d’exhibition, les Minions wallons de Lapuss’ et Collin font leur der’ en BD », La DH Les Sports+,‎ 17 août 2022 (lire en ligne, consulté le 19 mai 2023).